# Caesio striata
Caesio striata är en fiskart som beskrevs av Rüppell, 1830. Caesio striata ingår i släktet Caesio och familjen Caesionidae. Inga underarter finns listade.